# جامع السراي

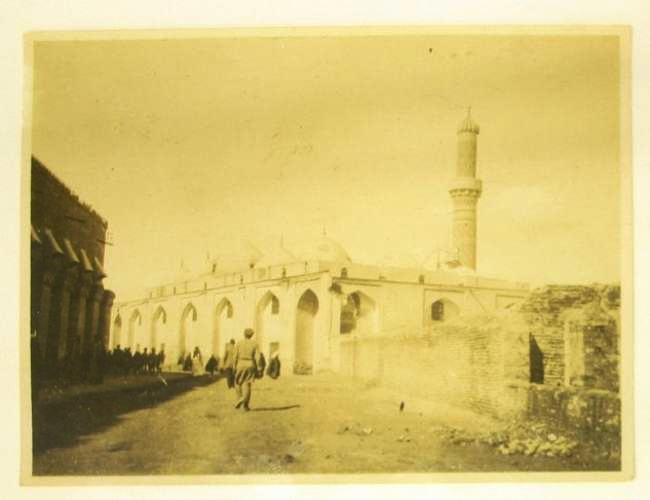
جامع السراي عام 1917

جامع السراي ويعرف أيضا بجامع حسن باشا أو جامع الناصر لدين الله (1158 - 1225)م.
يعد من مساجد بغداد التاريخية الشهيرة في جانب الرصافة من بغداد، ولقد شيد عام 589 هـ/1193م  من قبل الخليفة أحمد الناصر لدين الله وهو ما تثبته مصادر تاريخية متعددة ويؤكده المؤرخ عماد عبد السلام رؤوف.

## معالمه

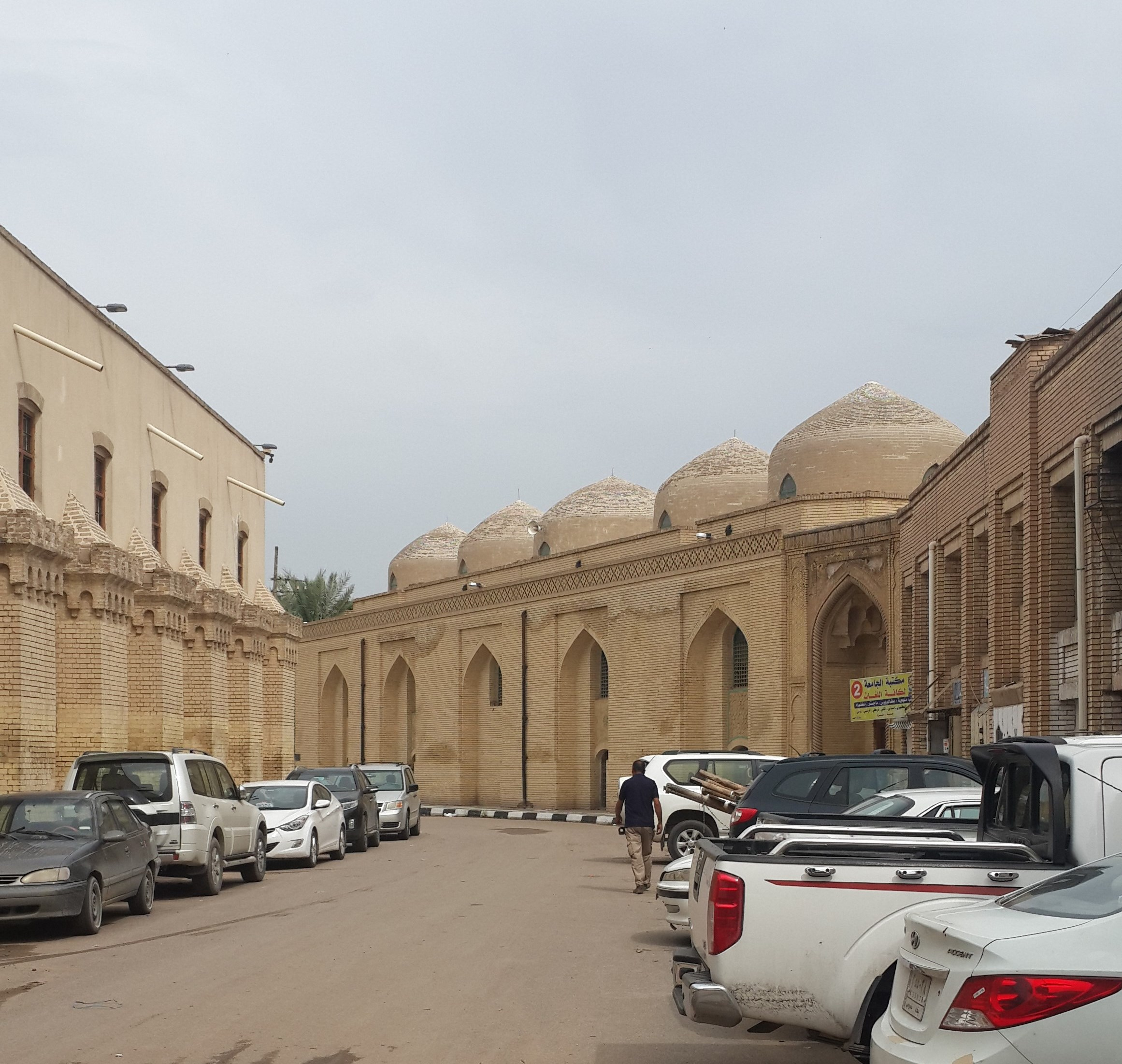
جامع السراي عام 2018 في بغداد

تبلغ مساحته 2500 م2، ويقع أمام دار ديوان الحكومة أيام حكم الدولة العثمانية، والمعروف بالقشلة، وكان مسجداً صغيراً فلما أشرف على الخراب عمرهُ الوالي العثماني حسن باشا في أيام ولايتهِ على بغداد، وزاد فيهِ مرافق متعددة وصرف مبلغاً وافراً من المال على عمارتهِ، فكان رصين البنيان ومتين القواعد والأركان، وفيهِ مصلى شتائي واسع، ويتكون سقفه من عشرة قباب رفيعة معقودة بالجص والآجر، ومسنودة على أربعة أعمدة متوسطة الحرم، وليس فيه زخرفة ولا نقوش، وأقام فيه منارة مئذنة شامخة مبنية بالحجر الكاشاني الملون، وفي فناء الجامع مصلى صيفي يقع عن يمين المصلى الشتائي أي في غربي المسجد، وفيه مدرسة أقام لها مدرس واحد، ومحل للتوقيت، وعدة غرف يسكنها خدام الجامع، ولحرم الجامع خمسة أبواب يدخل منها المصلون وتقام فيه صلاة الجمعة وصلاة العيدين وسائر الصلوات المكتوبة.
ولقد صلى فيه جميع ملوك العراق في العهد الملكي، وللجامع ثلاثة أبواب وأحد أبوابه سميت باب الملك غازي الأول لأنها وضعت أيام تعميره للجامع.